# Alexander Marent
Alexander Marent (* 21. Februar 1969 in Alberschwende, Vorarlberg) ist ein ehemaliger österreichischer Skilangläufer.

## Werdegang
Marent trat international erstmals bei den nordischen Skiweltmeisterschaften 1989 in Lahti in Erscheinung. Dort belegte er den 48. Platz über 15 km Freistil und den 11. Rang mit der Staffel. Bei den Olympischen Winterspielen 1992 in Albertville absolvierte er drei Einzelrennen und die Staffel (mit Alois Schwarz, Alois Stadlober und Andreas Ringhofer).
Am 5. Dezember 1995 feierte er in Brusson seinen einzigen Sieg im Continental-Cup, nachdem er am Tag zuvor schon den zweiten Platz belegt hatte. Bei der Winter-Universiade 1997 in Muju wurde er Achter über 15 km klassisch. Obwohl er im Continentalcup gute Ergebnisse einfuhr und sich regelmäßig unter den besten zehn zeigte, konnte er im Weltcup nicht überzeugen. Sein bestes Einzelergebnis errang er im Januar 1999 in Nové Město mit dem 19. Platz über 15 km klassisch. Tags darauf holte er dort mit der Staffel seinen einzigen Weltcupsieg. Zuvor wurde er in Davos Dritter mit der Staffel. In der Saison 1999/2000 kam er in Kiruna mit Platz drei mit der Staffel und Rang zwei in Nové Město mit der Staffel erneut aufs Podium. Bei den Olympischen Winterspielen 2002 in Salt Lake City (USA) konnte er ebenfalls mit der Staffel (mit Michail Botwinow, Gerhard Urain und Christian Hoffmann) beim 4 × 10-km-Lauf den vierten Rang einfahren. Am 15. Februar 2003 bestritt er in Asiago sein letztes Weltcuprennen, welches er auf dem 78. Platz über 10 km klassisch beendete.
Bei österreichischen Meisterschaften errang er zweimal den zweiten und 14-mal den dritten Platz.